# Richard de Dover
Richard of Dover, conocido en español como Richard o Ricardo de Dover (Normandía, ¿?-Halling, Kent, 16 de febrero de 1184), fue un monje benedictino del Medioevo que llegó a presidir la Arquidiócesis de Canterbury. Empleado por Tomás Becket poco antes de su asesinato, Richard arregló la sepultura de este último en la Catedral de Canterbury y lo sucedió como arzobispo tras una elección polémica. Su gestión estuvo marcada por las disputas que mantuvo con Roger de Pont L'Évêque, entonces arzobispo de York, por el primado de Inglaterra, y con la Abadía de San Agustín, por la jurisdicción de la arquidiócesis sobre esta. 
Mantuvo buenas relaciones tanto con el rey Enrique II de Inglaterra, quien lo contrató para algunas misiones diplomáticas, como con el papa Alejandro III, a nombre del que actuó como juez en ciertas oportunidades. Varios de sus pedidos al Papa fueron recogidos en una epístola decretal, un manifiesto papal que dicta un conjunto de reglas en materia disciplinaria o canónica; y su administración de los canónigos ayudó notablemente al avance del estudio del derecho canónico en Inglaterra.

## Biografía

### Primeros años

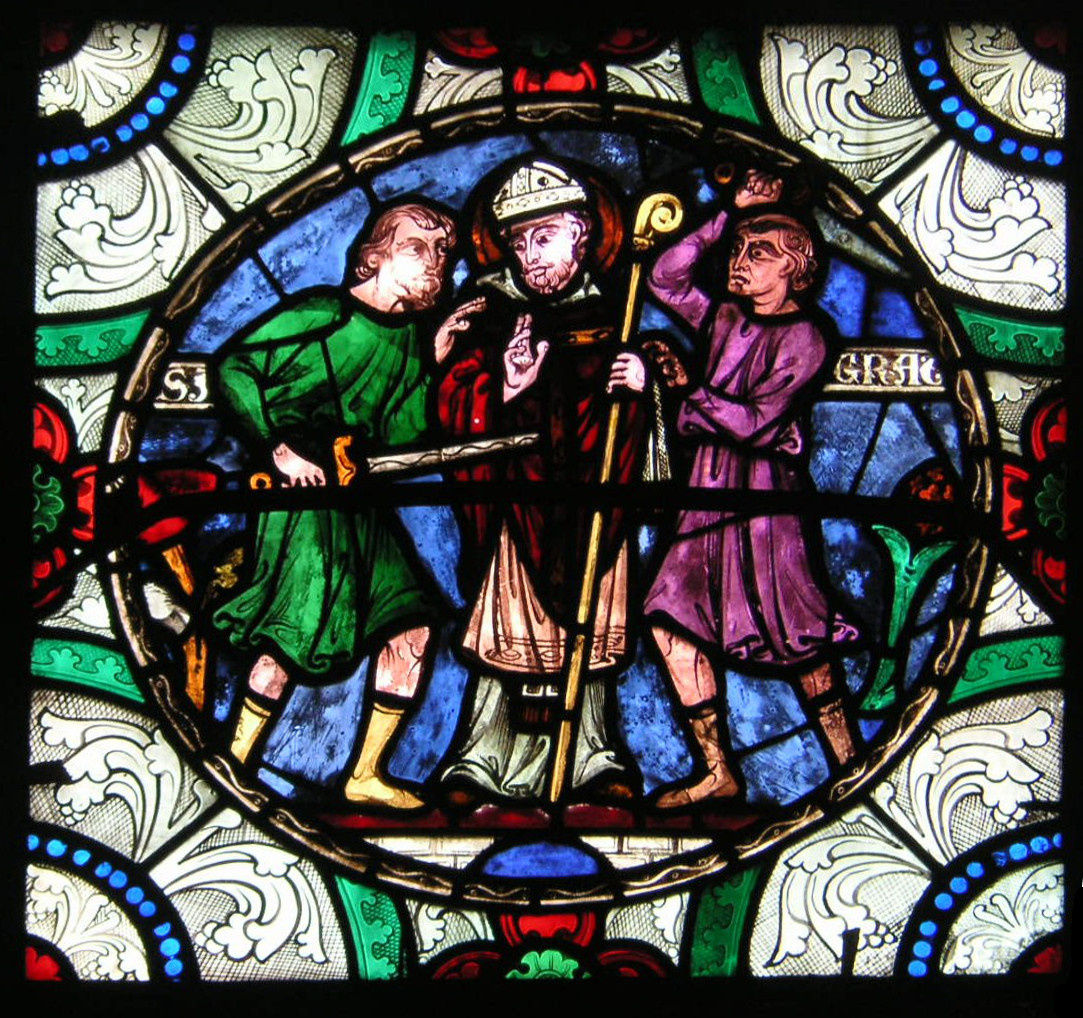
Vitral de la catedral de Canterbury que representa el asesinato de Tomás Becket.

Richard nació en Normandía y se convirtió en monje en Canterbury bajo el arzobispado del también normando Theobald de Bec. En algún momento se formó intelectualmente, pero se desconoce dónde o bajo la tutela de quién. La primera mención que se le conoce lo nombra simplemente como un monje.
Conoció a Tomás Becket mientras ambos trabajaban para Theobald. En 1157, fue nombrado prior de San Martín en Dover, un convento benedictino dependiente del priorato de la Catedral de Canterbury, el cual funcionaba como cabildo catedralicio del arzobispo de Canterbury. Poco antes de fallecer, Becket contrató a Richard para reunirse con Enrique el Joven, pero tal reunión no llegó a concretarse. Tras la muerte de Becket, Richard se hizo cargo de su cuerpo y arregló que fuera sepultado en la Catedral de Canterbury.

### Arzobispado
En 1173, más de dos años después del asesinato de Becket, el rey Enrique II de Inglaterra optó por que se ocupase el cargo que Becket había dejado vacante; los candidatos a ocupar la sede eran Richard y el prior de Canterbury, llamado Odo, que contaba con el apoyo de los monjes. En primera instancia, Roger, el abad de Bec, había rechazado el puesto tras resultar electo. El 3 de junio de 1173, Richard fue elegido, pero los monjes preferían a Odo, y ambas partes apelaron a Roma, adonde Richard viajó acompañado por Reginald Fitz Jocelin, que había sido recientemente nombrado obispo de Bath, para jurar lealtad al rey y refutar las acusaciones de simonía y de ilegitimidad filial. El Papa Alejandro III finalmente ratificó la elección el 2 de abril de 1174 y consagró al nuevo arzobispo el 7 de abril en la ciudad de Anagni. Además, el sumo pontífice lo nombró legado apostólico, lo que le otorgaba poder de decisión en temas eclesiásticos, y le otorgó un palio. Regresó a Inglaterra a finales de ese mismo año.
Richard mantuvo una disputa con Roger de Pont L'Evêque, el arzobispo de York, durante toda su gestión como arzobispo por los derechos y potestades que le correspondían a cada uno. En 1175, en un concilio celebrado en Londres, hubo una pelea entre los partidarios de ambos. El rey Enrique II logró que acordaran una tregua, que duraría cinco años; pero al poco tiempo el arzobispo de Canterbury se vio envuelto en otra disputa. En esta ocasión se enfrentó con el abad de la Abadía de San Agustín, llamado Roger, por la jurisdicción de la abadía; si dependía directamente del Papa o si el arzobispo tenía derechos jurisdiccionales sobre ella. La problemática se solucionó cuando ambas partes llegaron a un acuerdo gracias a la mediación del papado, el cual consistía en que la abadía dependería del Papa, pero la arquidiócesis contaría con autoridad espiritual sobre las iglesias de la isla de Thanet, que anteriormente habían estado subordinadas directamente a la abadía.
La gestión de Richard como arzobispo fue bastante menos tormentosa que la de Becket, en parte porque sostuvo mejores relaciones con el rey. Asistía a las asambleas reales y acompañó al rey en más de una ocasión a Normandía. También fue menos dogmático que su predecesor en sus decisiones respecto a los derechos del clero; pero su transigencia fue vista por los seguidores de Becket y por los escritores monásticos como un signo de debilidad. El Papa Alejandro III reprendió a Richard respecto a las elecciones de algunos obispos, las cuales se llevaban a cabo en la capilla real. Como parte de sus viajes diplomáticos por encargo del rey, en 1176 acompañó a la princesa Juana a Provenza para contraer matrimonio con el rey Guillermo II de Sicilia, y al año siguiente fue a Flandes con el objetivo de tramitar algunos negocios para el rey Enrique.

### Muerte y legado
Canonistas como Pedro de Blois, Gerard la Pucelle y Henry Pium de Northampton frecuentaban a Richard y lo aconsejaron en más de una oportunidad sobre asuntos legales. Durante los Sínodos de Westminster, que comenzaron en mayo de 1175 por iniciativa del arzobispo de Canterbury, se tomaron medidas de alta relevancia para el clero dentro de Inglaterra, ya que se trataron diecinueve cánones relacionados al matrimonio dentro del clero, al comportamiento de este y a su forma de vestir, al exceso de sacerdotes ordenados, a la tonsura y a la simonía. Otros temas tratados incluyeron los relativos a matrimonios clandestinos, a los niños de estos matrimonios y a la ejecución de sentencias. Cuatro de sus pedidos a Alejandro III fueron incluidos en una epístola decretal y otras reglamentaciones del derecho canónico del siglo XIII.
Richard murió en el poblado de Halling, actualmente ubicado en el condado de Kent, el 16 de febrero de 1184, tras haber padecido una serie de cólicos, y fue sepultado en la catedral de Canterbury. El historiador Austin Lane Poole calificó a Richard como «débil e ineficaz», mientras que Frank Barlow lo llamó «mediocre irreprensible». Richard de Ilchester, un obispo contemporáneo a su gestión, sostuvo que los defectos de Richard impidieron que la Iglesia de Inglaterra obtuviera mayores beneficios del martirio de Becket. Sin embargo, Richard contribuyó notablemente al avance del derecho canónico en Inglaterra y solucionó varias disputas monásticas: depuso al abad de la Abadía de Peterborough en 1175 y amenazó con intervenir otras abadías exentas de su jurisdicción para regular cuestiones monacales. En el plano doméstico, a Richard se lo reconoció por su buena administración de las propiedades de la arquidiócesis y por su interés en aumentar la producción. Tenía la reputación de ser un hombre gentil y piadoso.

### Citas
1. 1 2  Knowles, et al.Heads of Religious Houses p. 88
2. ↑  Bartlett England Under the Norman and Angevin Kings p. 401
3. 1 2 3 4 5 6 7  Duggan "Richard" Oxford Dictionary of National Biography
4. ↑  Barlow Thomas Becket p. 230
5. ↑  Barlow Thomas Becket p. 249
6. ↑  Spear "Norman Empire" Journal of British Studies p. 6
7. 1 2  Fryde, et al. Handbook of British Chronology p. 232
8. ↑  Barlow Feudal Kingdom p. 338
9. ↑  Duggan "From the Conquest to the Death of John" English Church and the Papacy p. 73
10. ↑  Knowles Monastic Order p. 588
11. ↑  Warren Henry II p. 536
12. ↑  Warren Henry II p. 553
13. 1 2  Poole Domesday Book to Magna Carta p. 221
14. ↑  Barlow Feudal Kingdom p. 302
15. ↑  Duggan "From the Conquest to the Death of John" English Church and the Papacy p. 93
16. ↑  Knowles Monastic Order p. 651
17. ↑  DuBoulay Lordship of Canterbury pp. 247–248
18. ↑  Barber Henry Plantagenet p. 187